# فرينود
فرينود (بالإنجليزية: Freenode)‏ هي شبكة وخادمات آي آر سي «المحادثة المنقولة بالإنترنت» تأسست سنة 1995 وقد كان اسمها في ذلك الوقت LinPeople تقدم استضافة للمشاريع التعليمية والمنفتحة، تعتبر خادمات هذه الشبكة من أسرع خوادم شبكات الآي آر سي عالميا. وفرينود تحتل الرتبة 5 عالميا من حيث دخول المستخدمين إليها.

## تاريخ الشبكة
قام أربعة من مشجعي نظام لينكس في قناة #linpeople على خادم شبكة EFnet بإحياء فكرة شبكة خاصة للمشاريع التعليمية والمنفتحة وفي سنة 2002 تم تغيير اسم الشبكة إلى اسمها الحالي وهو Freenode.

## الشبكة اليوم
في يومنا هذا توجد أكثر من 10.000 قناة على خوادم فرينود ويدخلها ما يزيد من 50.000 مستخدم.

## إداريوالشبكة
- مؤسس الشبكة يدعى روبرت ليفين وكان معرفه على قنوات الشبكة هو lilo. وقد مات يوم 15 سبتمبر من العام 2006.

## وصلات خارجية
- الموقع الرسمي